# Sessue Hayakawa
Sessue Hayakawa, (早川 雪洲) nato Kintarô Hayakawa (Chiba, 10 giugno 1886 – Tokyo, 23 novembre 1973), è stato un attore, produttore cinematografico e regista giapponese.
Fu una grande star del cinema muto hollywoodiano, diventando in seguito un caratterista di grande levatura, famoso a livello internazionale.
Hayakawa fu candidato all'Oscar come migliore attore non protagonista per l'interpretazione del severo colonnello giapponese Saito ne Il ponte sul fiume Kwai (1957) di David Lean, che gli valse anche una candidatura al Golden Globe.
Attivo fin dal 1914 nel cinema muto, ha lavorato soprattutto all'estero. In particolare negli Stati Uniti - dove divenne la prima star cinematografica di origine orientale - e, in seguito, in Francia.
Era sposato con l'attrice Tsuru Aoki.

## Biografia
Nacque nel 1889 a Nanaura, nella Prefettura di Chiba, da una famiglia aristocratica. Sua madre apparteneva alla classe nobile dei samurai, suo padre era governatore provinciale. Il giovane Hayakawa avrebbe voluto seguire le orme del padre, intraprendendo la carriera militare nella marina imperiale, ma dovette abbandonare quel progetto a causa di problemi legati all'udito.
Decise quindi di dedicarsi alla recitazione, unendosi a una compagnia teatrale che, nel 1913, fece una tournée negli Stati Uniti. Venne notato da un famoso produttore, Thomas H. Ince, che gli offrì di lavorare per lui mettendolo sotto contratto. Il 1º maggio 1914, sposò l'attrice Tsuru Aoki. L'anno seguente, l'attore apparve ne I prevaricatori, un film a forti tinte diretto da Cecil B. DeMille. Il suo ruolo, quello di un asiatico crudele e feticista, fece di lui una superstar del cinema hollywoodiano, conquistandogli legioni di ammiratrici che ne decretarono il successo come prima stella asiatica dello schermo. Il film, che dipingeva il protagonista come espressione di una cultura prevaricatrice che oltraggiava le donne, venne duramente contestato dalla comunità nippo-americana che chiese il ritiro della pellicola riedita nel 1918.
Hayakawa diventò uno degli attori più pagati di Hollywood. Gli venivano affidati ruoli romantici: superando le differenze razziali dell'epoca, fu partner di numerose dive dello schermo. L'attore lasciò la Famous Players-Lasky per fondare una propria compagnia di produzione, la Haworth Pictures attraverso la quale Hayakawa insieme alla moglie mise in cantiere svariati film che avevano come tema l'integrazione degli immigrati giapponesi e il loro sogno di una società libera dal pregiudizio razziale. Molte di queste pellicole sono andate perdute.
Negli anni venti, dopo la guerra, in America crebbe un sentimento anti-giapponese che influì anche sulla resa economica dei suoi film. Hayakawa lasciò gli Stati Uniti, ritornando in Giappone, dove però non riuscì a lavorare proficuamente. Si trasferì quindi in Francia, lavorando anche nel Regno Unito. Ritornato a Hollywood, vi girò nel 1931 La figlia di Fu Manchu, un film con Anna May Wong. Ma il cinema era ormai passato al sonoro e il suo pesante accento non risultò gradevole al pubblico. Di nuovo in Giappone e poi ancora in Francia, girò con Max Ophüls Yoshiwara, il quartiere delle geishe. Apparve anche in un remake de I prevaricatori, L'insidia dorata.
Negli Stati Uniti, Hayakawa ritornò dopo la seconda guerra mondiale. All'attore nipponico si aprirono le porte di una nuova fase della sua carriera hollywoodiana. Ebbe ruoli di grande peso da caratterista, fino a sfiorare l'Oscar per la sua interpretazione del comandante Saito ne Il ponte sul fiume Kwai, il kolossal diretto da David Lean nel 1957.
Hayakawa continuò a recitare fino al 1966, anno in cui si ritirò dall'attività artistica. La moglie Tsuru era morta nel 1961. In Giappone, l'ex-attore diede lezioni di recitazione, unendo a questa attività quella di prete buddista.
Sessue Hayakawa morì a Tokyo il 23 novembre 1973 di trombosi cerebrale all'età di 87 anni.

## Premi e riconoscimenti
Per il suo grande contributo all'industria cinematografica statunitense, gli è stata assegnata una stella nella Hollywood Walk of Fame al 1645 di Vine Street.
Premi Oscar 1958 - Candidatura all'Oscar al miglior attore non protagonista per Il ponte sul fiume Kwai

## Galleria d'immagini

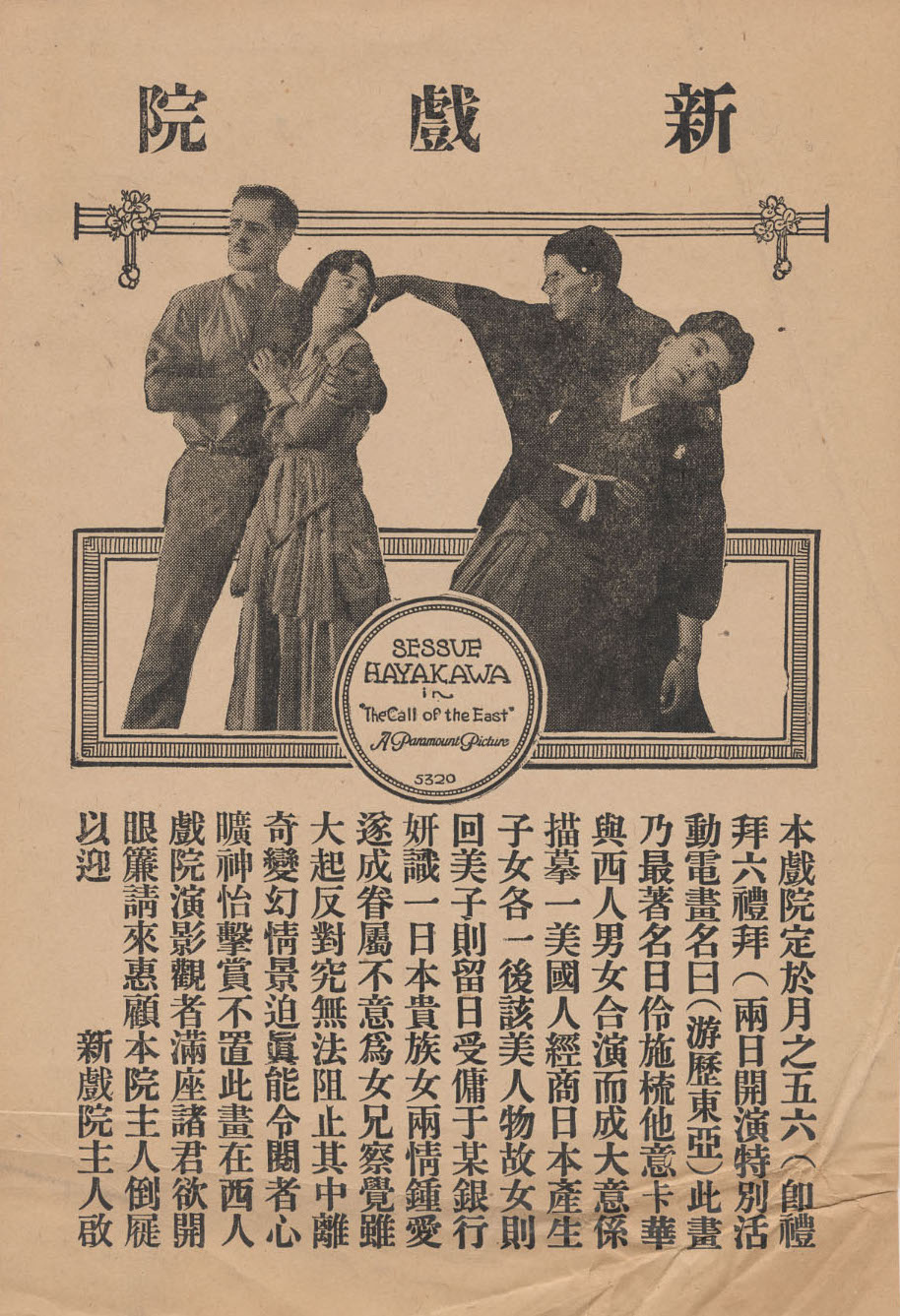
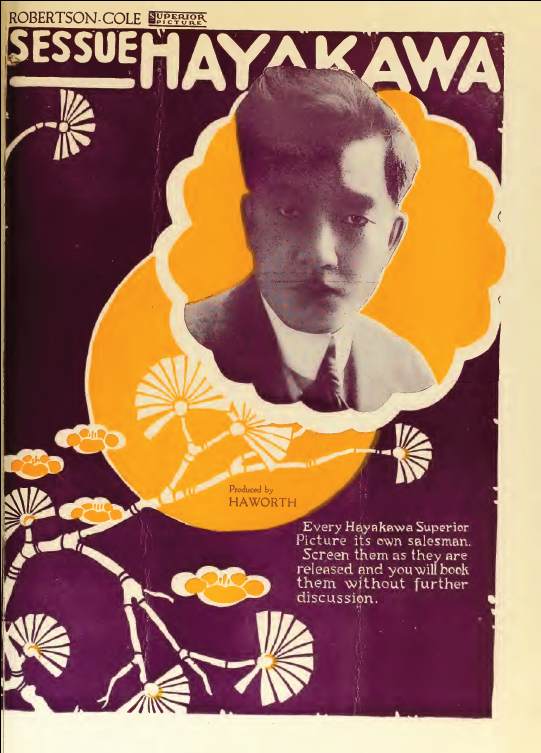
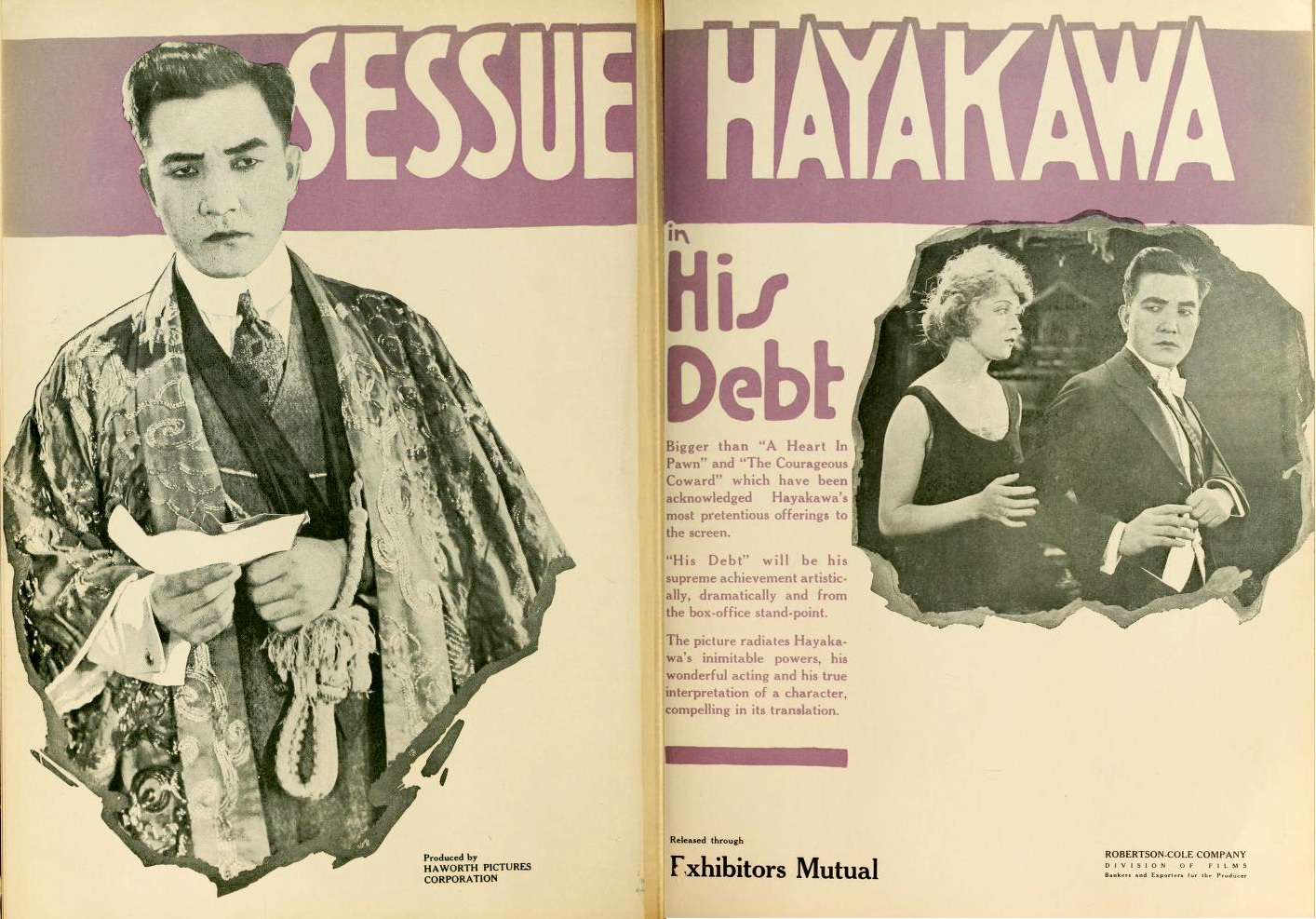
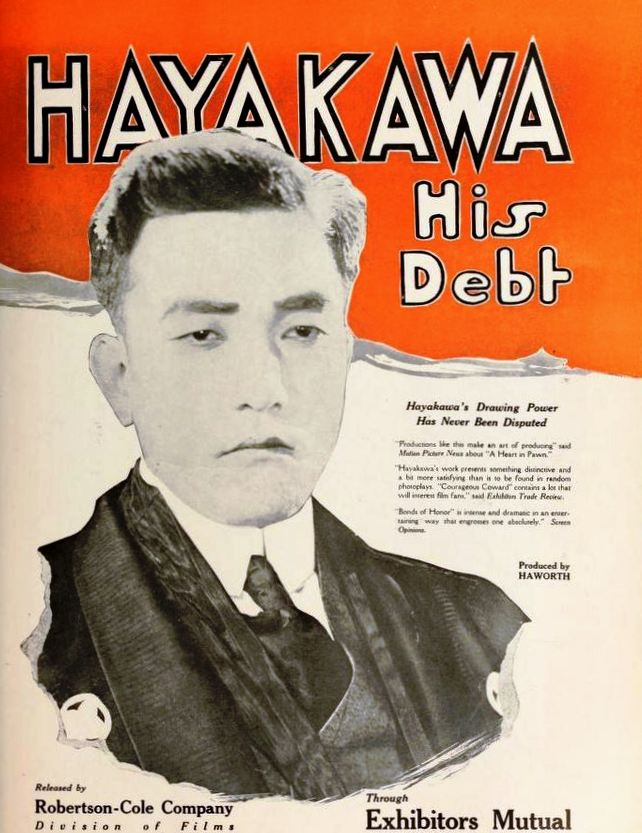
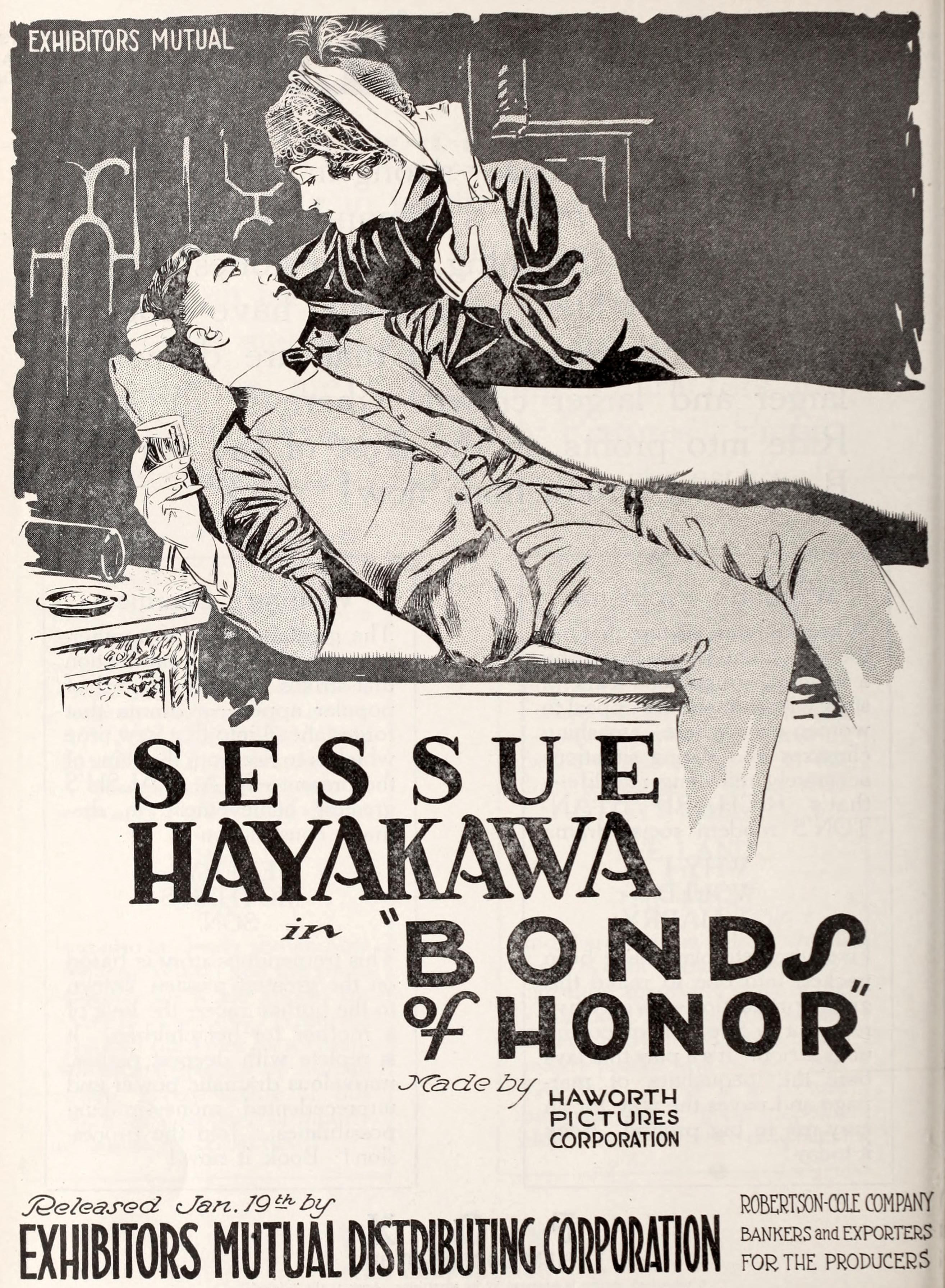
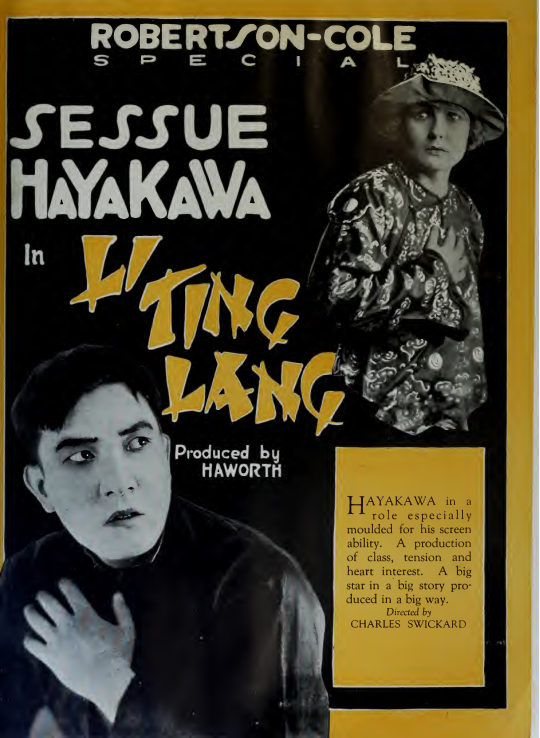
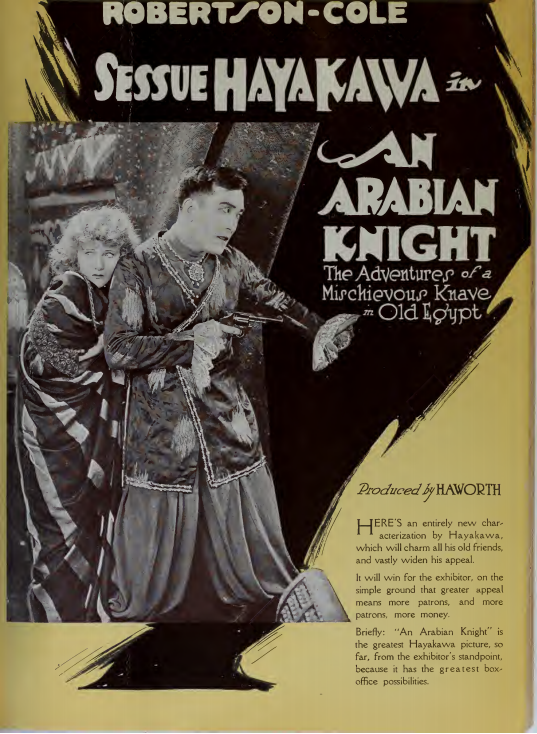
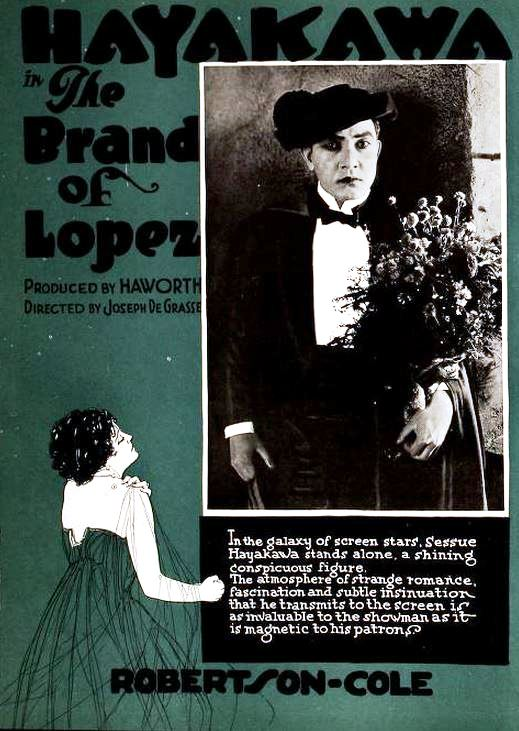
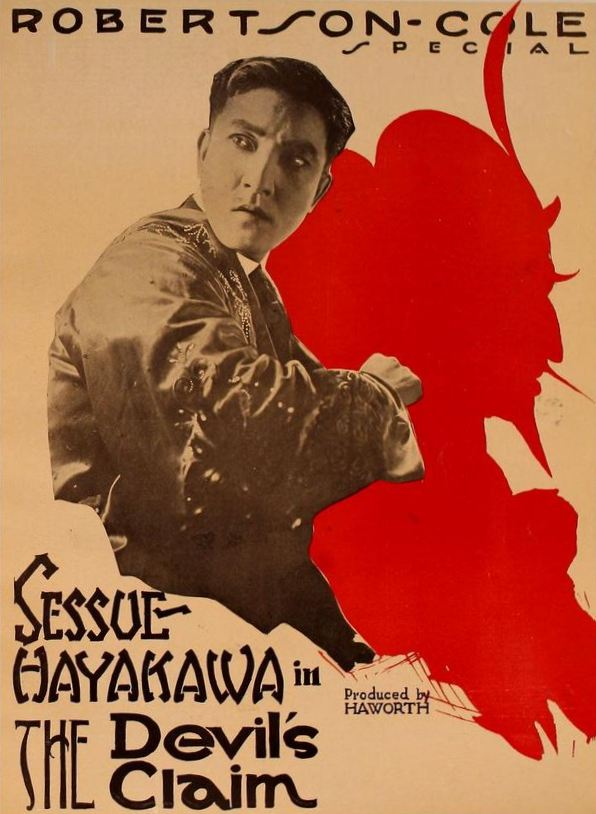
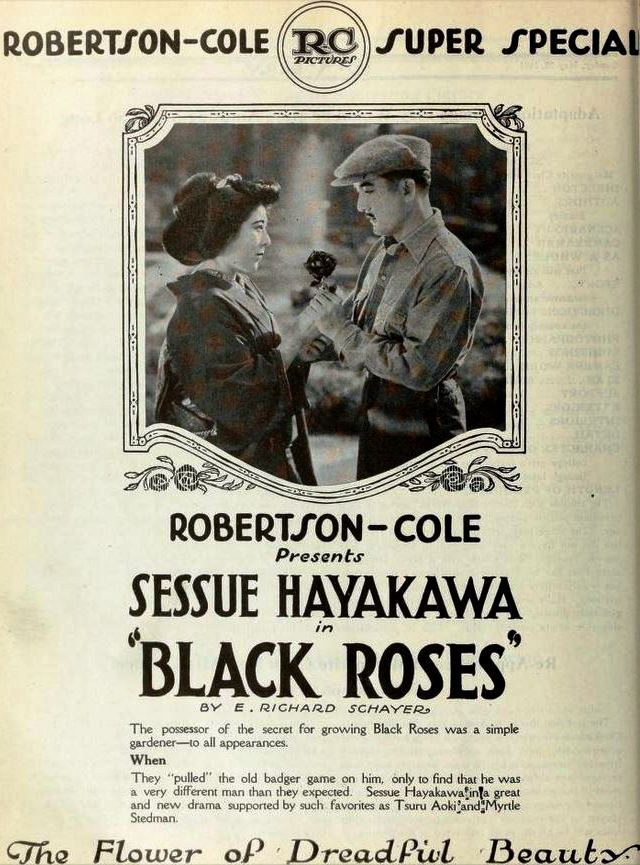
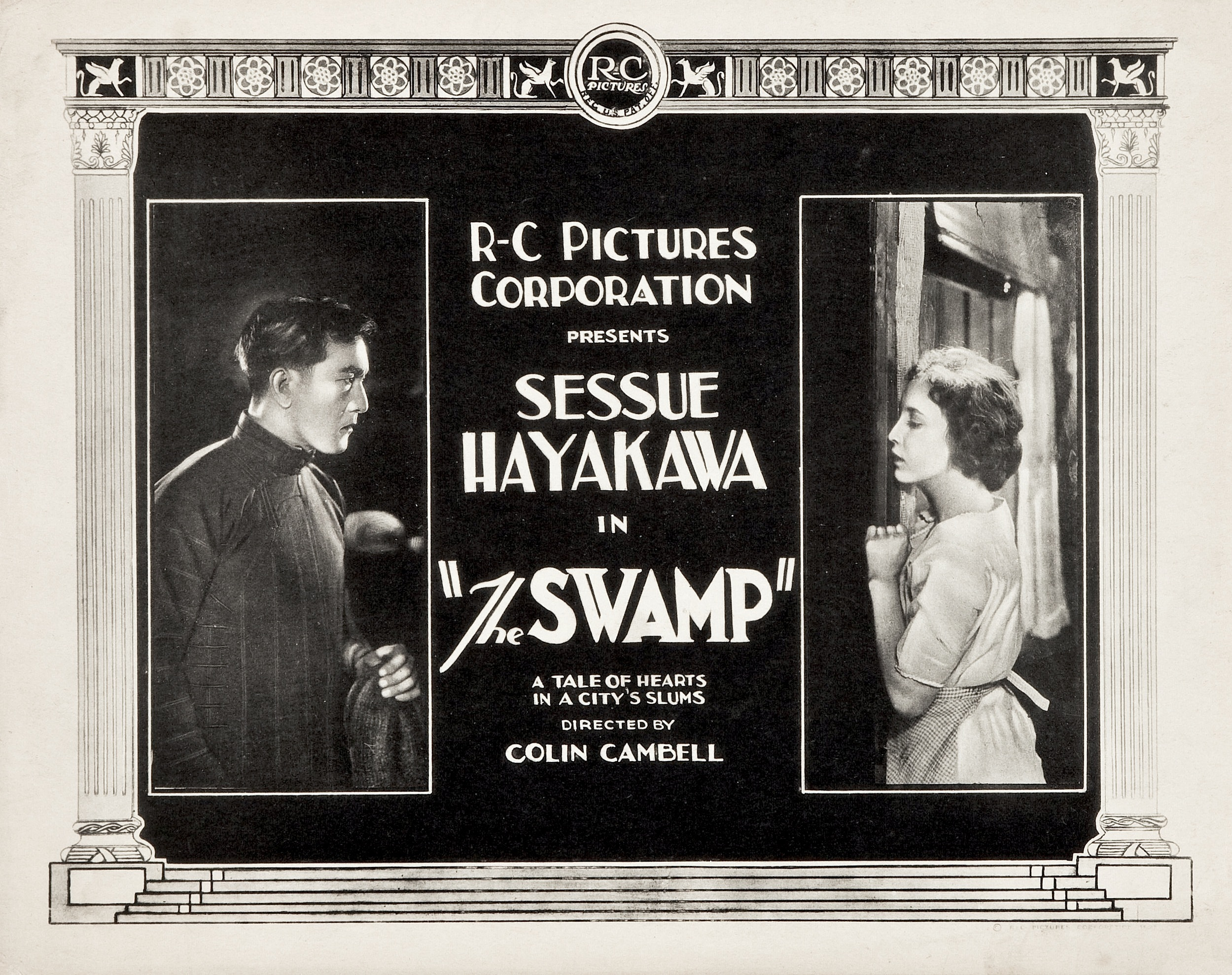
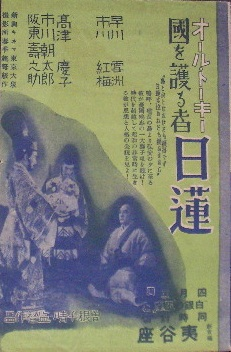

## Filmografia parziale
- O Mimi San, regia di Charles Miller - cortometraggio (1914)
- The Courtship of O San, regia di Charles Miller - cortometraggio (1914)
- The Geisha, regia di Raymond B. West - cortometraggio (1914)
- The Ambassador's Envoy, regia di Reginald Barker (1914)
- The Wrath of the Gods, regia di Reginald Barker (1914)
- A Tragedy of the Orient, regia di Reginald Barker - cortometraggio (1914)
- A Relic of Old Japan, regia di Reginald Barker - cortometraggio (1914)
- Star of the North, regia di Jay Hunt - cortometraggio (1914)
- The Curse of Caste, regia di Reginald Barker - cortometraggio (1914)
- The Village 'Neath the Sea, regia di Jay Hunt - cortometraggio (1914)
- The Death Mask, regia di Thomas H. Ince - cortometraggio (1914)
- The Typhoon, regia di Reginald Barker (1914)
- The Hateful God, regia di Scott Sidney (1914)
- Nipped, regia di George Osborne - cortometraggio (1914)
- The Vigil, regia di George Osborne - cortometraggio (1914)
- Mother of the Shadows, regia di George Osborne - cortometraggio (1914)
- The Last of the Line, regia di Jay Hunt - cortometraggio (1914)
- After Five, regia di Oscar Apfel e Cecil B. DeMille (1915)
- The Famine, regia di George Osborne - cortometraggio (1915)
- The Chinatown Mystery, regia di Reginald Barker - cortometraggio (1915)
- The Clue, regia di James Neill e Frank Reicher
- The Secret Sin, regia di Frank Reicher (1915)
- I prevaricatori (The Cheat), regia di Cecil B. DeMille (1915)
- Temptation, regia di Cecil B. DeMille (1915)
- Anima di straniero (Alien Souls), regia di Frank Reicher (1916)
- The Honorable Friend, regia di Edward J. Le Saint (1916)
- The Soul of Kura San, regia di Edward LeSaint (1916)
- Gentlemen (The Victoria Cross), regia di Edward LeSaint (1916)
- L'odio del rajah (Each to His Kind), regia di Edward J. Le Saint (1917)
- La bottiglia incantata (The Bottle Imp), regia di Marshall Neilan (1917)
- Il Giaguaro (The Jaguar's Claws), regia di Marshall Neilan (1917)
- Forbidden Paths, regia di Robert Thornby (1917)
- Hashimura Togo, regia di William C. de Mille (1917)
- The Call of the East, regia di George H. Melford (1917)
- The Secret Game, regia di William C. de Mille (1917)
- The Hidden Pearls, regia di George H. Melford (George Melford) (1918)
- Sospetto tragico (The Honor of His House), regia di William C. deMille (1918)
- The White Man's Law, regia di James Young (1918)
- Il sacrificio di Tamura (The Bravest Way), regia di George Melford (1918)
- The City of Dim Faces, regia di George Melford (1918)
- His Birthright, regia di William Worthington (1918)
- The Temple of Dusk, regia di James Young (1918)
- Banzai - cortometraggio (1918)
- A Heart in Pawn, regia di William Worthington (1919)
- The Courageous Coward, regia di William Worthington (1919)
- His Debt, regia di William Worthington (1919)
- The Man Beneath, regia di William Worthington (1919)
- The Gray Horizon, regia di William Worthington (1919)
- Il pittore dei draghi (The Dragon Painter), regia di William Worthington (1919)
- Bonds of Honor, regia di William Worthington (1919)
- The Illustrious Prince, regia di William Worthington (1919)
- L'idolo offeso (The Tong Man), regia di William Worthington (1919)
- The Beggar Prince, regia di William Worthington (1920)
- La vendetta del torero (The Brand of Lopez), regia di Joseph De Grasse (1920)
- Gli adoratori del diavolo (The Devil's Claim), regia di Charles Swickard (1920)
- Li Ting Lang, regia di Charles Swickard (1920)
- An Arabian Knight, regia di Charles Swickard (1920)
- The First Born, regia di Colin Campbell (1921)
- Black Roses, regia di Colin Campbell (1921)
- Where Lights Are Low, regia di Colin Campbell (1921)
- The Swamp, regia di Colin Campbell (1921)
- Five Days to Live, regia di Norman Dawn (1922)
- The Vermilion Pencil, regia di Norman Dawn (1922)
- La Bataille, regia di Sessue Hayakawa, Édouard-Émile Violet (1923)
- The Great Prince Shan, regia di A.E. Coleby (1924)
- The Danger Line, regia di Édouard-Émile Violet (1924)
- Sen Yan's Devotion, regia di A.E. Coleby (1924)
- J'ai tué!, regia di Roger Lion (1924)
- Sessue Hayakawa in 'The Man Who Laughed Last', regia di Edgar Allan Woolf (1929)
- La figlia di Fu Manchu (Daughter of the Dragon), regia di Lloyd Corrigan (1931)
- Taiyo wa higashi yori, regia di Sessue Hayakawa (1932)
- Bakugeki hikôtai, regia di Shin Nezu, Genjirô Saegusa (1934)
- Tôjin Okichi, regia di Taizô Fuyushima (1935)
- Mitsucho la figlia del samurai (Atarashiki tsuchi), regia di Arnold Fanck e Mansaku Itami (1937)
- Yoshiwara, il quartiere delle geishe (Yoshiwara), regia di Max Ophüls (1937)
- L'insidia dorata (Forfaiture), regia di Marcel L'Herbier (1937)
- Il tiranno del Tibet (Tempête sur l'Asie), regia di Richard Oswald (1938)
- Patrouille blanche, regia di Christian Chamborant (1942)
- Macao l'inferno del gioco (Macao, l'Enfer du jeu), regia di Jean Delannoy (1942)
- Le Soleil de minuit, regia di Bernard-Roland (1943)
- Malaria, regia di Jean Gourguet (1943)
- Le Cabaret du grand large, regia di René Jayet (1946)
- Quartier chinois, regia di René Sti (1947)
- Tokyo Joe, regia di Stuart Heisler (1949)
- ...e la vita continua (Three Came Home), regia di Jean Negulesco (1950)
- Harukanari haha no kuni, regia di Daisuke Itô (1950)
- Re mizeraburu: kami to akuma, regia di Daisuke Itô (1950)
- Re mizeraburu: kami to jiyu no hata, regia di Masahiro Makino (1950)
- Onna kanja himon - Akô rôshi, regia di Yasushi Sasaki (1953)
- Kurama Tengu to Katsu Kaishû, regia di Tomiyasu Ikeda (1953)
- Nihon yaburezu, regia di Yutaka Abe (1954)
- La casa di bambù (House of Bamboo), regia di Samuel Fuller (1955)
- Il ponte sul fiume Kwai (The Bridge on the River Kwai), regia di David Lean (1957)
- Il ponticello sul fiume dei guai (The Geisha Boy), regia di Frank Tashlin (1958)
- Verdi dimore (Green Mansions), regia di Mel Ferrer (1959)
- All'inferno per l'eternità (Hell to Eternity), regia di Phil Karlson (1960)
- Robinson nell'isola dei corsari (Swiss Family Robinson), regia di Ken Annakin (1960)
- The Big Wave, regia di Tad Danielewski (1961)
- The Daydreamer, regia di Jules Bass (1966)
- Junjô nijûsô, regia di Meijiro Umezu (1967)

### Film e documentari con Sessue Hayakawa
- Le dee dell'amore (The Love Goddesses) documentario di Saul J. Turell - filmati di repertorio (1965)

## Doppiatori italiani
- Giorgio Capecchi in Il ponte sul fiume Kwai, Il ponticello sul fiume dei guai
- Sandro Ruffini in ...e la vita continua
- Luigi Pavese in La casa di bambù